# Рајпур
Рајпур је град у Индији у држави Чатисгар. Према незваничним резултатима пописа 2011. у граду је живело 1.010.087 становника.

## Становништво
Према незваничним резултатима пописа, у граду је 2011. живело 1.010.087 становника.
| 1991.   | 2001.   | 2011.     |
| ------- | ------- | --------- |
| 438.639 | 605.747 | 1.010.087 |